# Бангладеш на Светском првенству у атлетици на отвореном 2017.
Бангладеш је је на Светском првенству у атлетици на отвореном 2017. одржаном у Лондону од 4. до 13. августа, учествовао дванаести пут. Репрезентацију Бангладеша представљао је један такмичар који се такмичио у трци на 100 метара.,
На овом првенству Бангладеш није освојио ниједну медаљу али је његов атлетичар остварио најбољи лични резултат сезоне.

## Учесници
Мушкарци:
- Масбах Ахмед — 100 м

## Резултати

### Мушкарци
| Атлетичар    | Дисциплина | Лични рекорд | Предтакмичење | Предтакмичење | Квалификације        | Квалификације        | Полуфинале           | Полуфинале           | Финале               | Финале       | Детаљи                                   |
| Атлетичар    | Дисциплина | Лични рекорд | Резултат      | Место         | Резултат             | Место                | Резултат             | Место                | Резултат             | Место        | Детаљи                                   |
| ------------ | ---------- | ------------ | ------------- | ------------- | -------------------- | -------------------- | -------------------- | -------------------- | -------------------- | ------------ | ---------------------------------------- |
| Масбах Ахмед | 100 м      | 10,72        | 11,08 ЛРС     | 5. гр 1       | Није се квалификовао | Није се квалификовао | Није се квалификовао | Није се квалификовао | Није се квалификовао | 49 / 58 (62) | Архивирано на веб-сајту (5. август 2017) |